# Jean-Antoine Garnier
Pour les articles homonymes, voir Garnier.
 (mai 2018).
Jean-Antoine Garnier né en 1742 et mort le 30 décembre 1780  à Troyes, (Aube), est un éditeur, papetier et libraire.
Fils de Jean Garnier et de Marie Rose Garbiet, il reprend l'entreprise familiale ; reçu libraire le 18 mars 1766, il devint imprimeur la même année. En 1775, il accroit l'entreprise en acquérant le Moulin de Notre-Dame-aux-Nonnains. Grand propriétaire foncier, en plus de ce moulin double, il habitait une maison rue du Temple, estimée à  15 000 Livres en 1762, la maison voisine achetée à Marie Boulard pour 800 livres et une maison ayant entrées rue du Temple et Du Gros-Raisin acquise pour 13 400 livres en 1771.
Il fabriquait, des Almanachs des bergers, Almanachs simples,  Almanachs doubles de Liège, Almanachs de Colmar, des Alphabets et imprimait la bibliothèque bleue.
Il faisait partie d'une famille troyenne fort établie dans ces commerces et industries liées aux livres. Lors de l'inventaire de succession, il était trouvé 46 721 livres de chiffons pour la fabrication de papier qu'il laissait à sa sœur, mariée à Étienne Le Sieur imprimeur et papetier et à ses frères Pierre et Étienne.

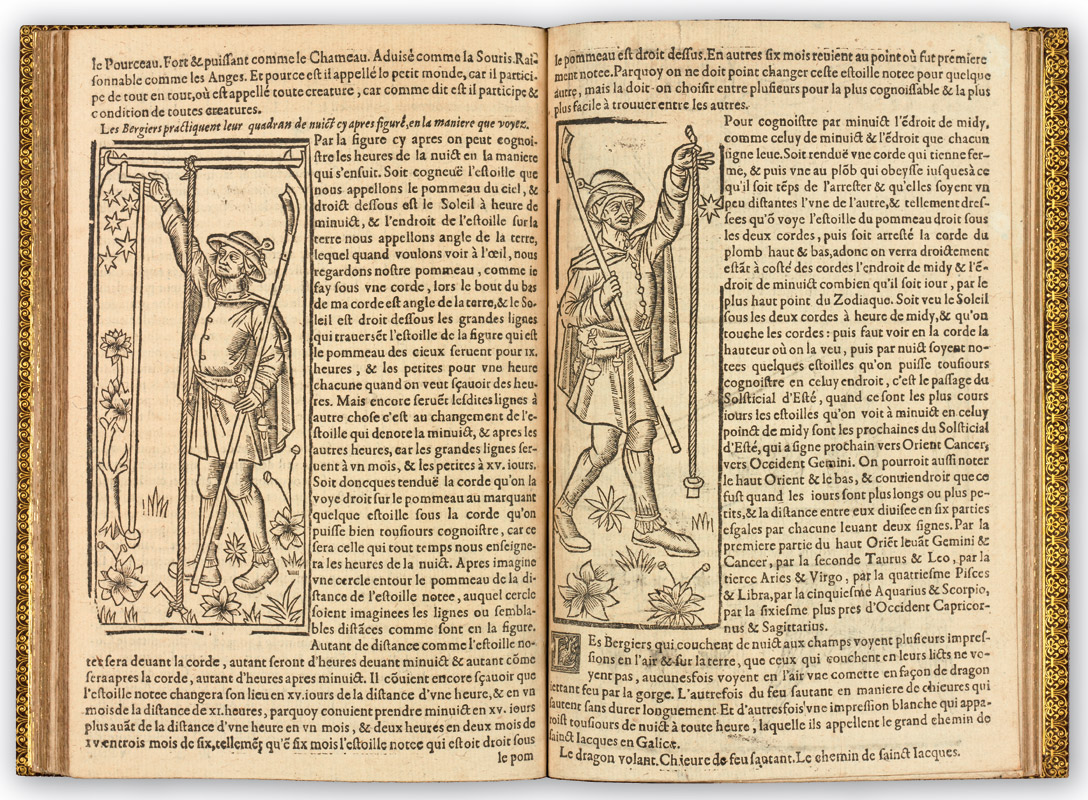
Exemple d' almanach des bergers, Médiathèque du Grand Troyes.
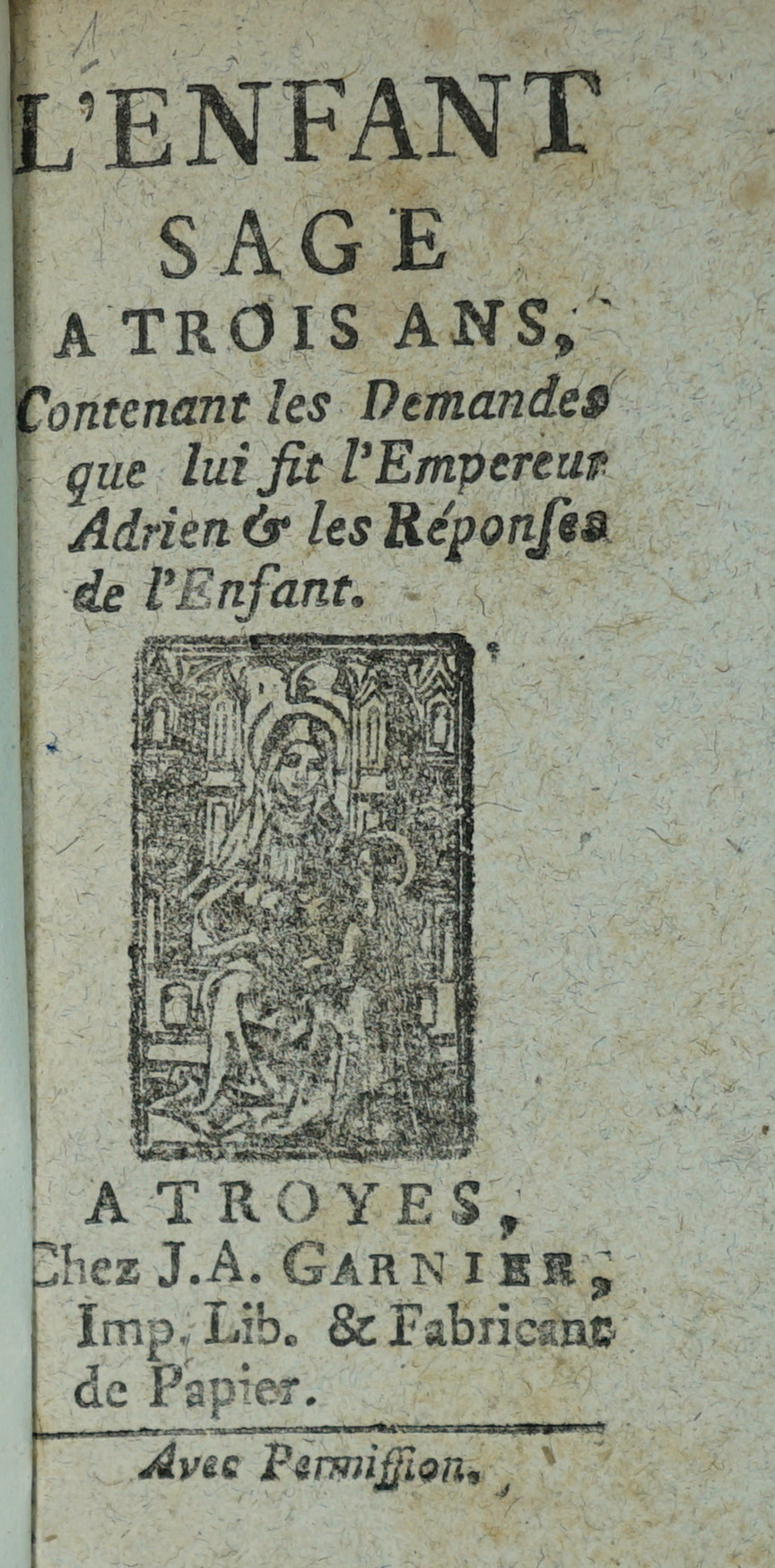
Exemple debibliothèque bleue.